# Хьюлетт, Дэвид
Дэвид Йэн Хьюлетт (англ. David Ian Hewlett, род. 18 апреля 1968) — канадский актёр английского происхождения, известный по роли доктора Мередита Родни МакКея в научно-фантастических телесериалах «Звёздные врата: SG-1», «Звёздные врата: Атлантида» и «Звёздные врата: Вселенная».

## Биография
Дэвид Хьюлетт родился в городе Редхилл (британское графство Суррей), в раннем возрасте вместе с семьёй переехал в Канаду.

## Карьера

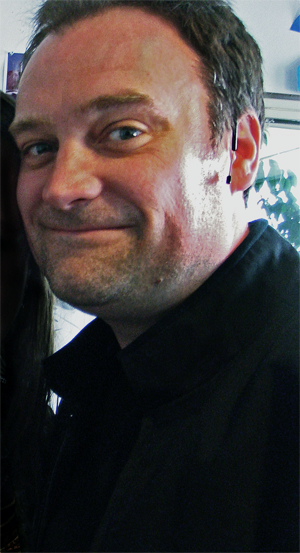
Дэвид Хьюлетт в конференц-зале на мосте Studios в Ванкувере, во время перерыва в съёмках пятого сезона Звёздных врат: Атлантида

Хьюлетт получил свой первый компьютер в подростковом возрасте и стал себя называть «компьютерный ботаник». Во время посещения средней школы в Торонто он начал свою актерскую карьеру, снявшись в студенческом фильме Винченцо Натали. Впоследствии, Дэвид снялся во всех пяти игровых фильмах режиссёра, причём в полнометражных картинах «Куб» и «Пустота» он играл роли первого плана.
Дэвид Хьюлетт появился во многих малобюджетных фильмах ужасов, таких как «Darkside», «Сканеры II: Новый порядок» и «Пин» . Он также играл главные роли в нескольких телесериалах. В 1996 году он получил одну из его более известных ролей, роль Гранта Янского в телесериале «Трейдеры».
Вдохновлённый научной фантастикой, Хьюлетт сказал, что «Доктор Кто» это то, что первым вызвало его любовь к этому жанру. Хьюлетт в большей или меньшей степени мечтал работать в научно-фантастических фильмах, когда он впервые был зачислен на четыре эпизода в «Звёздных вратах SG-1» на роль эксперта по Звёздным вратам Родни МакКея, который в итоге стал основным персонажем телесериала «Звёздные врата: Атлантида».
В 2007 году Дэвид появился в качестве приглашённой звезды в первом эпизоде телесериала «Убежище» актрисы Звёздных врат Аманды Тэппинг. Он играл Ларри Толсона — пациента, страдающего психозом, раненого до взятия под стражу полицией, по подозрению в убийстве.
Актёрство это не единственный его талант, в 2007 году он написал сценарий и снял фильм «Собачий завтрак»  где в главных ролях снялись он сам, его сестра Кейт Хьюлетт, собака Марс, и актёры «Звёздных врат» Пол Макгиллион, Кристофер Джадж и Рэйчел Латтрелл.

## Личная жизнь
С 2000 года до их развода в 2004 Дэвид Хьюлетт был женат на актрисе Су Гэрей.. В конце 2006 года он был помолвлен с Джейн Лоуман, и в январе 2007 они объявили о своей помолвке.
6 октября 2008 года в 9:11 вечера Джейн родила их первого ребёнка Себастьяна Флинна Лоумана-Хьюлетта. Дэвид и Джейн поженились 21 июня 2008 в Ворвикской Церкви.
Дэвид Хьюлетт имеет трёх младших братьев и сестёр. Одна из них, Кейт Хьюлетт, которая также является актрисой, снялась в роли Джинни Миллер, сестры МакКея, в четырёх сериях телесериала «Звёздные врата: Атлантида». Кейт также снялась в роли Мэрилин в режиссёрском дебюте брата «Собачий завтрак».

## Фильмография
| Актёр              | Актёр                                         | Актёр                           |
| Год                | Фильм                                         | Роль                            |
| ------------------ | --------------------------------------------- | ------------------------------- |
| 1984               | Экзамен                                       |                                 |
| 1985               | Смерть Кисс                                   |                                 |
| 1987               | Darkside                                      | Чаки                            |
| 1988               | Пин…                                          | Леон                            |
| 1989               | Пентхауз                                      | Джо Добсон                      |
| 1990               | Дом там, где сердце                           | Джимми                          |
| 1990               | Глубокий сон                                  | Терри                           |
| 1990               | Страсть и ад в мотеле «Закат»                 | бесстрастное лицо               |
| 1991               | Сканеры II: Новый порядок                     | Дэвид Келлум                    |
| 1992               | Рождество дикарей: Падение Гонконга           | Уолтер Дженкинс                 |
| 1992               | В круге первом                                | Ростислав                       |
| 1992               | Тихие убийцы                                  | Майлз Чепмен                    |
| 1992               | Изображение Сплита                            | Гэри Хэммонд                    |
| 1992               | Чёрная смерть                                 | Майлз Чепмен                    |
| 1993               | Кунг Фу: Легенда продолжается                 | доктор Николас Элдер            |
| 1993               | Мальчики Святого Винсента: 15 лет спустя      | Стивен Линни в 25 лет           |
| 1993               | Кровавые Братья                               | детектив Трэйн                  |
| 1994               | Силы монстра                                  | Лэнс МакГрадер (озвучка)        |
| 1994               | Привет, Китти и друзья                        | озвучка                         |
| 1994               | Освободите Вилли                              | озвучка                         |
| 1995               | Ultraforce                                    | озвучка                         |
| 1995               | Бесконечная история                           | озвучка                         |
| 1995               | Волшебный школьный автобус                    | озвучка                         |
| 1995               | Медвежонок                                    | озвучка                         |
| 1995               | The Busy World of Richard Scarry              | озвучка                         |
| 1996               | Трейдеры                                      | Грант Янский                    |
| 1997               | Куб                                           | Дэвид Уорт, архитектор          |
| 1997               | На второй день рождества                      | Мел                             |
| 1997               | Свадьба Джо                                   | Роб Фицджеральд                 |
| 1997               | Возвышенный                                   | Хэнк                            |
| 1997               | Плохой день в блоке                           | Эндрю                           |
| 1998               | Муфта                                         | Мартин                          |
| 1998               | Mолочник                                      | солдат Мартин (озвучка)         |
| 1999               | Survivor                                      | медик                           |
| 1999               | Жизнь до этого                                | Ник                             |
| 1999               | Слепой                                        | жертва                          |
| 1999               | Автоэротика                                   | Горд                            |
| 1999               | Любительская ночь                             | диджей                          |
| 2001               | Chasing Cain                                  | Бад                             |
| 2001               | And Never Let Her Go                          | Джерри Капано                   |
| 2001               | Треугольник                                   | Гас Грабер                      |
| 2001               | Отель «Центурия»                              | Майкл                           |
| 2001               | Слезть                                        | Мюррей                          |
| 2002               | Сделано в Канаде, уровень 1: Лучшее из ХФУ    | камео                           |
| 2002               | Кодер                                         | Виргил Данн                     |
| 2003               | Пустота                                       | Дэйв                            |
| 2003               | Защита от дурака / Верный                     | Лоуренс Ягер                    |
| 2003               | Ночь на пятницу                               | Роджер                          |
| 2004               | Preview to Atlantis                           | в роли самого себя/Родни МакКей |
| 2004               | From Stargate to Atlantis: Sci Fi Lowdown     | в роли самого себя/Родни МакКей |
| 2004               | Змеиная битва                                 | доктор Стивен Эмметт            |
| 2004               | Ледяной человек                               | Брайан                          |
| 2004               | Darklight                                     | Андерс Рэборн                   |
| 2006               | Собачий завтрак                               | Патрик                          |
| 2008               | Хелен                                         | Фрэнк                           |
| 2009               | Звёздные врата: Атлантида                     | Родни МакКей                    |
| 2009               | Химера                                        | Барлоу                          |
| 2010               | Стукачка                                      | Фред Мюррей                     |
| 2011               | Звёздные врата: Вселенная (2 Сезон, 15 Серия) | Родни МакКей                    |
| 2011               | Восстание планеты обезьян                     | Хансикер                        |
| 2013               | Лимб                                          | Дейвид                          |
| 2015               | Тёмная материя                                | Талбор Калчек                   |
| 2016               | Изгоняющий дьявола                            | озвучка (голос демона)          |
| 2016               | Корпорация                                    | Чад Петерсон                    |
| 2017               | Форма воды                                    | Флеминг                         |
| 2019               | Мидуэй                                        | Хазбенд Киммел                  |
| 2021               | Аллея кошмаров                                | доктор Элруд                    |
| 2022               | Видеть                                        | Тормада                         |
| 2022               | Кабинет редкостей Гильермо дель Торо          | Масон                           |
| Приглашённый актёр |                                               |                                 |
| Год                | Фильм                                         | Роль                            |
| 1984               | Эдисон Твинс                                  | Говард                          |
| 1987               | Тёплая ночь                                   |                                 |
| 1988               | Кэмпбеллс                                     |                                 |
| 1988               | Street Legal                                  | Дэйв Листер                     |
| 1988               | Пятница, 13-е                                 | Кал                             |
| 1988               | Моя секретная личность                        |                                 |
| 1988               | T. и T.                                       | детектив Джонс                  |
| 1992               | Кошки против собак                            |                                 |
| 1992               | Вечный рыцарь                                 | Мэттью Рид                      |
| 1993               | За реальность                                 | Том                             |
| 1993               | Сияющая станция времени                       | Тэд Типо                        |
| 1999               | Дважды в жизни                                |                                 |
| 2001               | ER                                            | мистер Шутт                     |
| 2002               | Звёздные врата: SG-1                          | Родни МакКей                    |
| 2003               | Мутант Икс                                    | Гектор Фреймак                  |
| 2004               | Без следа                                     | Фрэд Уоткинс                    |
| 2004               | Район                                         | Фредерик                        |
| 2007               | Убежище                                       | Ларри Толсон                    |
| 2016               | Форс-мажоры                                   | Нейтон Бёрнс                    |
| 2019               | Хадсон и Рекс                                 | Нельсон Двайер                  |
| Сценарист          |                                               |                                 |
| Год                | Фильм                                         | Роль                            |
| 2003               | Ничего                                        | сценарий                        |
| 2006               | Собачий завтрак                               | сценарий                        |
| Режиссёр           |                                               |                                 |
| Год                | Фильм                                         | Роль                            |
| 2006               | Собачий завтрак                               | Патрик                          |
| 2010               | Злые снежные обезьяны                         |                                 |

2015 «Темная материя» несколько серий включая 12. Роль «куратор»

### Англоязычные ресурсы
- adogsbreakfastmovie.com Портал Дэвида Хьюлетта
- Французский фан-сайт Архивная копия от 27 октября 2010 на Wayback Machine
- Хьюлетт, Дэвид в X
- Дэвид Хьюлетт (англ.) на сайте Internet Movie Database
- Благотворительный аукцион в 2009 году «Врачи без границ»
- Хьюлетт, Дэвид (англ.) на Stargate Wiki
- Хьюлетт, Дэвид (англ.) на Sanctuary Wiki,  внешнем вики-сайте

### Российские ресурсы
- Дэвид Хьюлетт (недоступная ссылка)